# McNary National Wildlife Refuge
McNary National Wildlife Refuge je rezervace v americkém státě Washington, jejímž cílem je ochrana různých druhů vodního ptactva. Jen málo rezervacích tohoto typu v Severní Americe pak na svém území obsahuje tolik jedinců jako právě tato. Mimo jiné si tak zdejší návštěvníci mohou užít pohledů na obrovské kolonie kachen divokých a bernešek velkých. Co se týče kachen divokých, více než polovina jedinců tohoto druhu, který migruje na jih po Pacifické migrační dráze, alespoň načas zimuje právě v rezervaci, která je částí Columbijské náhorní plošiny. Díky svému umístění nedaleko aglomerace Tri-Cities a několika mezistátních i státních dálnic je lehce přístupná pro turisty.
Rezervace zahrnuje 61 km² močálů se stojatou vodou, keřových a stepních vysočin, zavlaženého zemědělského území, říčních ostrovů, soutokových mělčin a lužních lesů. Důležitá je především pro již zmíněné kachny divoké a bernešky velké, útočiště zde ale nachází také hvízdáci američtí a bahňáci, zdejší mělké vody jsou pak důležité také pro lososy čavyča. Mezi další druhy vodního ptactva, které se zde nachází, patří čírka karolinská, lžičák pestrý, polák dlouhozobý, polák proužkozobý a polák vlnkovaný. Dále se tu nachází ohrožené druhy ptáků jako orel bělohlavý či sokol stěhovavý a tisíce jedinců koloniálních vodních ptáků, kteří hnízdí na zdejších říčních ostrovech.